# Armand De Ceuninck
Armand Leopold Theodore De Ceuninck (Mechelen, 27 mei 1858 - Elsene, 12 april 1935) was een Belgisch generaal en minister van Oorlog.

## Levensloop
Armand De Ceuninck was de zoon van Charles De Ceuninck, onderofficier bij de artillerie, en Marie-Sophie Van Hecke. Hij trouwde in 1888 met Palmyre Delhaye (1865-1909). Ze hadden drie zoons, maar de mannelijke lijn is in 1996 in de persoon van zijn kleinzoon Serge De Ceuninck uitgestorven. Hij hertrouwde in 1920 met Hélène de Coppin de Falaën (1871-1959).

## Carrière
Tot het leger toegetreden in 1871, werd hij brigadier bij de artillerie in 1874 en studeerde aan de Koninklijke Militaire School. In 1880 was hij onderluitenant, in 1893 kapitein.
Bij het uitbreken van de oorlog in 1914 was De Ceuninck kolonel, sectiehoofd in het hoofdkwartier van het leger. Op 6 september 1914 werd hij bevorderd tot generaal-majoor en commandant van de 18e Brigade Grenadiers, die toen deelnam aan de verdediging van Antwerpen.
Tijdens de terugtocht van het Belgisch leger achter de IJzer, had De Ceuninck de opdracht de divisies te beschermen die naar het Westen afzakten. Hij leverde slag bij Berlare, trok verder terug en kwam in Diksmuide terecht. Hij nam vervolgens verdedigingsposities in langs de IJzer en het Kanaal van Ieper. Zijn artilleriebrigade nam deel aan de hevige gevechten. Hij bezette vervolgens de sector Oostkerke. In december 1914, nam hij de sector Diksmuide over.
In januari 1915 werd hij commandant van de Zesde Legerdivisie. Hij bleef nauw contact onderhouden met zijn mannen, hield op alles een waakzaam oog en circuleerde bestendig in de loopgrachten en de cantonnementen. Begin maart nam hij de sector Drie Grachten – Maison du Passeur over, weldra uitgebreid tot aan Steenstrate, en in voeling met de ernaast gelegen Franse troepen.
Op 22 april 1915 begon de Tweede Slag om Ieper. Na de gewonnen strijd kwamen president Raymond Poincaré en generaal Joseph Joffre de Belgische troepen feliciteren. De Ceuninck werd bevorderd tot Commandeur in de Légion d’Honneur.
Op 20 augustus 1915 werd hij luitenant-generaal. Twee jaar later, op 4 augustus 1917 werd hij minister van Oorlog in de regering-De Broqueville I. Hij volgde hierin de regeringsleider op, die sinds 1912 de portefeuille Oorlog beheerde, maar in 1917 Buitenlandse Zaken overnam en hierdoor Oorlog aan een technicus wilde overlaten. De Ceuninck vervoegde de regering in Le Havre niet, maar vestigde zich bij Veurne. Hij spande zich vooral in om aan de legereenheden de best mogelijke logistieke en materiële steun te verschaffen. Het fysieke en morele welzijn van de officieren en soldaten waren zijn hoofdbekommernis.
Na het ontslag van de regering de Broqueville op 1 juni 1918, was hij ook nog minister van Oorlog in de kortstondige regering Gerhard Cooreman. Toen die ontslag nam op 21 november 1918 eindigde de ministeriële carrière van De Ceuninck. Hij werd aan het hoofd geplaatst van de Vierde legerdivisie, deel van het bezettingsleger in Duitsland.
In 1919 werd hij in het reservekader gemuteerd en bevorderd tot grootlint in de Leopoldsorde. In 1920 maakte hij deel uit van de Belgische ontwapeningscommissie bij de Volkenbond. In 1925 werd hij opgenomen in de erfelijke adelstand, met de overdraagbare titel van baron.
Onder bevel van De Ceuninck werden tijdens de Eerste Wereldoorlog 11 Vlaamse soldaten gefusilleerd vanwege 'landverraad': uit angst wilden ze de loopgraven niet meer in. Later werd deze angst shellshock genoemd. Geen van deze soldaten kreeg een noemenswaardig proces. De Ceuninck wou eigenlijk nog meer Vlaamse soldaten laten fusilleren als voorbeeld en schrikbewind. Doch, omdat koning Albert I angst had voor oproer en muiterij bij de Vlaamse soldaten, werd het bevel opgeheven. Met de steun van de koning trad hij ook streng op tegen de Vlaamsgezinde soldaten. Zo liet hij de soldaten die in het bezit waren van de open brieven van de Frontbeweging straffen.